# Xã Stewardson, Quận Potter, Pennsylvania
Xã Stewardson (tiếng Anh: Stewardson Township) là một xã thuộc quận Potter, tiểu bang Pennsylvania, Hoa Kỳ. Năm 2010, dân số của xã này là 74 người.